# ТЕЦ Бхатінда
29°55′38″ пн. ш. 74°57′40″ сх. д. / 29.92722° пн. ш. 74.96111° сх. д.
ТЕЦ Бхатінда — енергетичне господарство нафтопереробного заводу, який належить компанії HPCL-Mittal Energy Limited (HMEL, спільне підприємство Mittal Energy Investment та Hindustan Petroleum Corporation Limited).
У 2012-му в Бхатінді почав роботу потужний нафтопереробний завод. Його енергетичні потреби забезпечує власна ТЕЦ потужністю 165 МВт, що має:
- дві газові турбіни потужністю по 35 МВт, що живлять два котли-утилізатори продуктивністю по 110 тонн пари на годину;
- дві парові турбіни потужністю по 35 МВт та одну парову турбіну із протитиском з показником 32 МВт;
- чотири парові котли продуктивністю по 240 тонн пари на годину.

ТЕЦ спроєктували з розрахунку на спалювання газів нафтопереробки. Також можливо відзначити, що в 2022-му до НПЗ подали природний газ по відгалуженню від трубопроводу Дадрі — Лудхіяна і того ж року став до ладу газопровід Мехсана – Бхатінда.